# David Ayrapetyan
David Ayrapetyan (in russo Давид Валерьевич Айрапетян?; Baku, 26 settembre 1983) è un pugile russo, di etnia armena.

## Palmarès

### Olimpiadi
- 1 medaglia:
  - 1 bronzo (Londra 2012 nei pesi minimosca)

### Mondiali dilettanti
- 2 medaglie:
  - 1 argento (Milano 2009 nei pesi minimosca)
  - 1 bronzo (Baku 2011 nei pesi minimosca)

### Europei dilettanti
- 2 medaglie:
  - 2 ori (Plovdiv 2006 nei pesi minimosca; Minsk 2013 nei pesi minimosca)